# Estação La Poveda

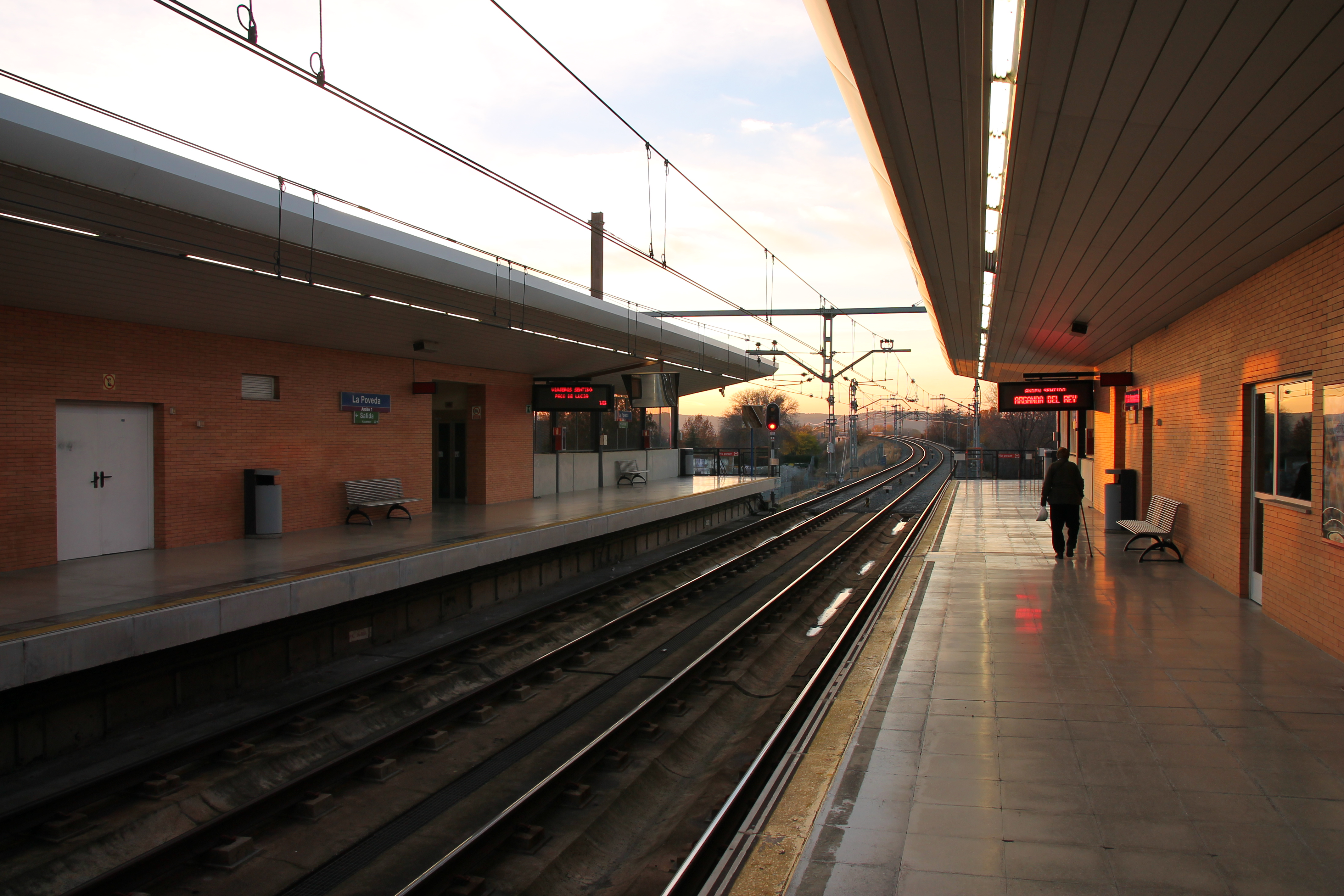
Foto da estção La Poveda

La Poveda é uma estação da Linha 9 do Metro de Madrid . 